# بهترین دوران جوانی
بهترین دوران جوانی (ایتالیایی: La meglio gioventù) فیلمی در ژانر درام به کارگردانی مارکو تولیو جوردانا است که در سال ۲۰۰۳ منتشر شد. از بازیگران آن می‌توان به سونیا برگاماسکو، جووانی شیفونی و یاسمینه ترینکا اشاره کرد. این فیلم در جشنواره فیلم کن ۲۰۰۳ برندهٔ جایزه برای کارهای نو و نگاهی نو شد. این فیلم در زمرهٔ فیلم‌های متعددی در سینمای ایتالیا مثل روکو و برادرانش و پلنگ قرار می‌گیرد که دوران‌های در حال توسعه را در تاریخ این کشور از طریق داستان یک خانواده در بر می‌گیرند.